# Bakau
Bakau er en by i Gambia, der ligger ved Atlanterhavskysten, vest for Banjul. Bakau er kendt for sine botaniske haver, krokodillezooen Kachikali og for strandene ved Cape Point.
Den svensk-gambianske, fodboldspiller, Njogo Demaba Nyrén, er vokset op i Bakau, og den norsk-gambiske sprinter Jaysuma Saidy Ndure er også derfra.
- Wikimedia Commons har flere filer relateret til Bakau

13°29′N 16°41′V / 13.483°N 16.683°V